# Adolph-Kolping-Berufskolleg Münster
Das Adolph-Kolping-Berufskolleg (vollständiger Name Adolph-Kolping-Berufskolleg – Schule der Sekundarstufe II der Stadt Münster) in Münster ist ein Berufskolleg in Nordrhein-Westfalen, welches 1829 als erste Sonntagsschule der preußischen Provinz Westfalen gegründet wurde. Die Umbenennung zu Ehren von Adolph Kolping erfolgte 1978, die Umwandlung der Schulform in eine Kollegschule erfolgte 2007. Sie ist eine Schule in öffentlicher Trägerschaft. Das Adolph-Kolping-Berufskolleg bietet 43 Bildungsgänge an. Mit Stand von 2012 besuchen etwa 2500 Schülern das Kolleg während 92 Lehrer beschäftigt sind.

## Bildungsangebot
Insgesamt besitzt das Adolph-Kolping-Berufskolleg 39 Bildungsgänge, die in die hier 10 genannten Abteilungen fallen:
- Berufsschule mit den Bereichen Druck- und Medientechnik, Ernährung und Hauswirtschaft, Farbtechnik und Raumgestaltung, Hotelkaufleute sowie Gold- und Silberschmiede
- Berufsorientierungsjahr Holz-/Metalltechnik
- Berufsgrundschuljahr für Holztechnik, Metalltechnik, Farbtechnik und Raumgestaltung
- Zweijährige Höhere Berufsfachschule Drucktechnik
- Dreijährige Höhere Berufsfachschule
- Fachoberschule
- Berufliches Gymnasium, Fachbereich Gestaltung, mit dem fachlichen Schwerpunkt Kunst und Gestaltung
- Fachschule Technik mit den Fachrichtungen Farb- und Lacktechnik sowie Druck- und Medientechnik

## Geschichte
Das seit 1978 nach dem katholischen Priester Adolph Kolping benannte Berufskolleg wurde im Jahre 1829 als erste Sonntagsschule Westfalens gegründet. Im Mai 1850 wurde die „Sonntagsschule“ zu einer freiwilligen Handwerker-Fortbildungsschule umgewandelt, das Unterrichtsangebot bestand zunächst in den Fächern Zeichnen, Deutsch und Rechnen für verschiedene Berufe des Schlosser- und Mechanikerhandwerks.
1905 wurde die Fortbildungsschule mit einer Schülerzahl von 1000 in den Rang einer Pflichtschule erhoben. Nachdem diese sowie die ihr angegliederten Kunstgewerbeklassen der ehemaligen Schule für Kunst und Handwerk der Münsterschen Kunstgenossenschaft zunächst in vier Gebäuden ihren Unterricht abhalten mussten, beschloss der Rat der Stadt Münster, zur Weiterentwicklung des Fortbildungsschulwesens und um den Gewerbeanforderungen zu entsprechen, am 6. Mai 1914 den Bau eines neuen Schulgebäudes im Zentrum von Münster, zwischen der Lotharingerstraße und der Promenade. Die Einweihung des roten Ziegelbaus mit den typischen Baumberger Sandsteinverzierungen und seinen einfachen Barockformen fand am 26. Oktober 1916 statt und erinnert an ein Schlösschen im Stil des fürstbischöflichen Baumeisters Johann Conrad Schlaun. Tatsächlich wurde es auf den Grundmauern des von Schlaun errichteten Zuchthauses errichtet, das 1914 abgebrochen worden war. Der neue Zweiflügelbau nahm den barocken Risalit als Kopie in seine Fassade mit auf, die bis heute das Markenzeichen der Schule ist. Ab 1916 firmiert sie als neue „Handwerksfortbildungsschule“.
1921 erfolgte die Umwandlung in eine „Gewerbliche Berufsschule“, die bewusst die Berufsausbildung und nicht die Fortbildung der Schüler in den Mittelpunkt stellte. Damit wurde auch das Unterrichtsangebot um Disziplinen wie Werkzeug-, Werkstoff- und Fertigungskunde sowie Schriftverkehr und Gemeinschaftskunde erweitert. Schließlich ging man auch vom Sonntags- und Abendunterricht ab und stellte auf den bis heute üblichen Vormittagsunterricht mit dreijähriger Pflichtschulzeit um. Mitte der 1920er Jahre wurde das Bildungsangebot ausgebaut und u. a. in den Bereichen Tischler-, Metall- und Malerhandwerk, Drucktechnik und Nahrungsmittelgewerbe verfeinert. 1929 wurde erstmals eine Vorklasse für lernschwache Schüler eingerichtet. In den 1930er Jahren lag die Gesamtschülerzahl bereits über 2500.
Während des Zweiten Weltkrieges wurde die Schule 1944 infolge ständiger Luftangriffe geschlossen. Bereits 1945 setzten sich Lehrer und Schüler aktiv für die Beseitigung der Kriegsschäden ein, beseitigten Trümmer und besorgten Ziegelsteine von benachbarten Trümmergrundstücken, sodass der Bau schon 1946 wieder notdürftig hergerichtet war. Der vollständige Wiederaufbau dauerte bis 1949.

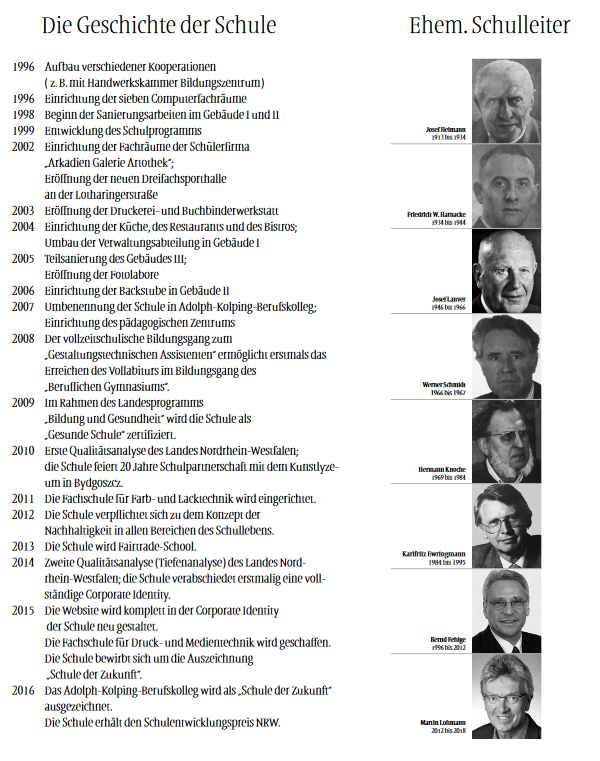
Zusammenfassung ehemaliger Schulleiter

Infolge des Wirtschaftswunders wuchs die Gesamtschülerzahl bis Mitte der 1950er Jahre auf über 4500 an: Alle Berufszweige handwerklicher, technischer, landwirtschaftlicher, hauswirtschaftlicher Art und die hauswirtschaftlich-sozialpflegerischen Vollzeitformen mussten sich das mit 19 Klassen- und sechs Fachräumen ausgestattete Schulgebäude teilen, das deshalb von morgens bis abends in drei Schichten belegt war. Wegen der räumlichen Überlastung kam es 1958 zur Teilung der Schule in die Gewerbliche Berufsschule für Jungen und die für Mädchen, wobei die Mädchen von der Anne-Frank-Schule, der neuen Bildungsanstalt für Frauenberufe, übernommen wurden.
Anfang 1966 versuchte der Rat der Stadt Münster der Raumnot erneut Herr zu werden, indem er die Schülerschaft in die Gewerbliche Berufsschule für Jungen I und II teilte. Lediglich das Kunst- und Nahrungsmittelgewerbe, Farb- und Raumgestalter, Drucker sowie Optiker/Uhrmacher und Jungarbeiter verblieben mit einer Schülerzahl von 4300 in der gewerblichen Berufsschule II an der Lotharingerstraße. Zeitgleich begann dort die Errichtung einer Tagesschule zur Erlangung der Fachschulreife. Die Schülerschaft wuchs dadurch weiterhin stetig an und damit auch die Raumnot, so dass trotz einer Sanierung im Jahre 1967 an bis zu acht Standorten gleichzeitig unterrichtet werden musste. Durch Ratsbeschluss vom 25. Oktober 1978 kam es zur Umbenennung der Gewerblichen Berufsschule II in „Adolph-Kolping-Schule“.
Nach mehrjährigen Verhandlungen fasste der Stadtrat Ende 1981 den Umbaubeschluss des Nachbargebäudes, der ehemaligen Ingenieursschule für Bauwesen, zur künftigen Nutzung durch die Adolph-Kolping-Schule. Im Spätsommer 1983 konnte die Nahrungsmittelabteilung dort einziehen, sodass sich die Schule neben der Lotharingerstraße fortan nur noch auf einen externen Standort, der Abteilung Farb- und Raumgestaltung in der ehemaligen Erpho-Schule, konzentrieren konnte. Mitte der 1980er Jahre begann man mit dem Aufbau der Dreijährigen Höheren Berufsfachschule für Gestaltung, die ihren Schülern im Vollzeitunterricht die Doppelqualifikation der Fachhochschulreife („Fachabitur“) mit dem anerkannten Berufsabschluss eines „Staatlich geprüften Gestaltungstechnischen Assistenten“ anbietet.

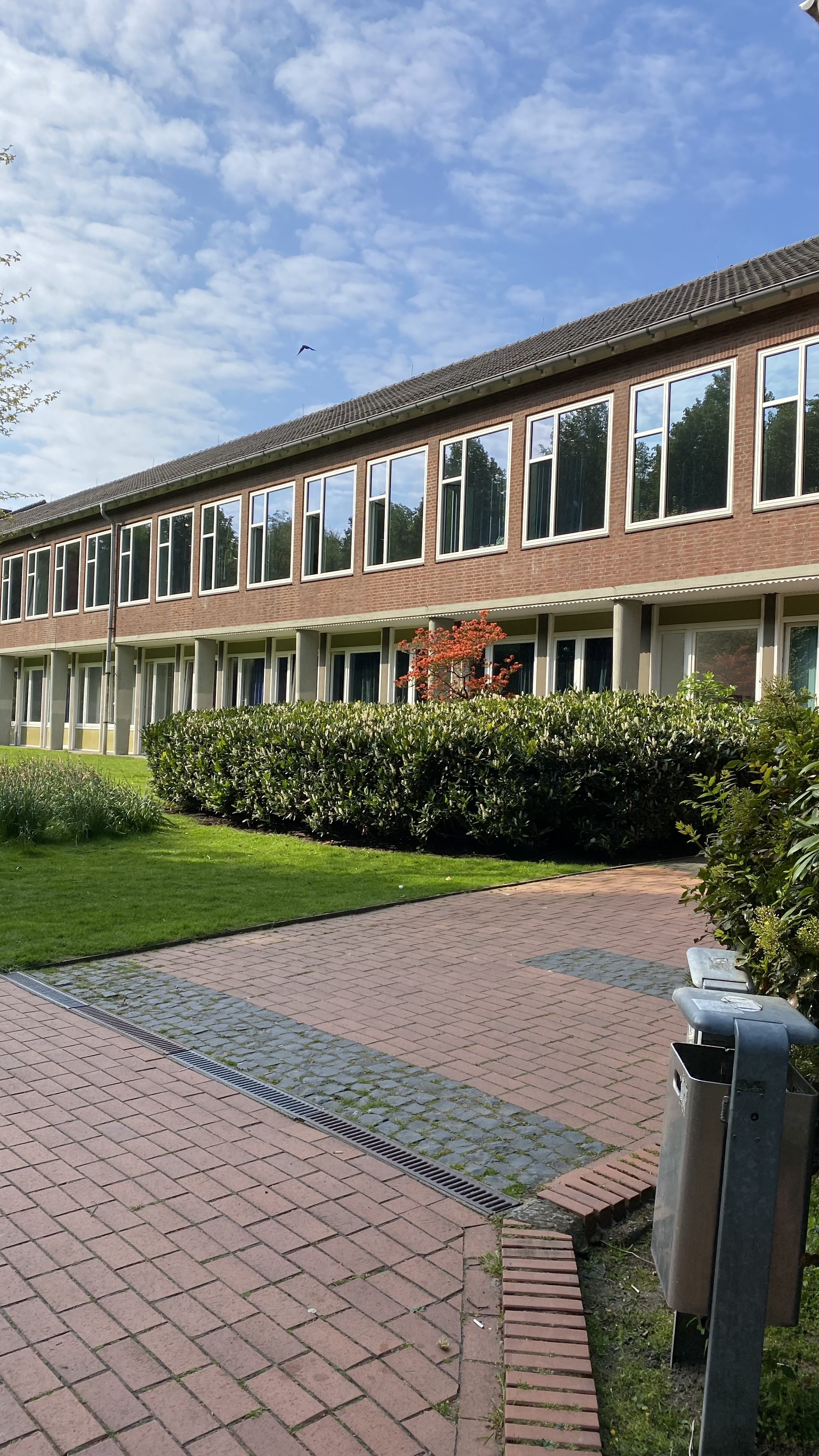
Standort Gebäude 2 von außen

2007 folgte die Umbenennung der Schule in „Adolph-Kolping-Berufskolleg | Schule der Sekundarstufe II der Stadt Münster“. 2008 kam der Bildungsgang des Beruflichen Gymnasiums hinzu, der die oben genannte Doppelqualifikation mit allgemeiner Hochschulreife („Vollabitur“) im Schwerpunkt Gestaltung anbietet. Die Schule hat derzeit ca. 2500 Schüler, die sich auf insgesamt 43 verschiedene Bildungsgänge verteilen.

## Arkadien Galerie Artothek
Die Arkadien Galerie Artothek ist eine Schülerfirma des Adolph-Kolping-Berufskollegs, die von Schülern des Bildungsgangs „Gestaltungstechnische Assistenten mit allgemeiner Hochschulreife“ geführt wird. Die Schüler sollen künstlerische Arbeiten in ihrem jeweiligen zeitgeistigen Kontexten wahrnehmen, um so direkte Bezüge zwischen gesellschaftlichen Phänomenen und zeitgleichen gestalterischen Äußerungen herzustellen. Gegenwartskunst und zeitgenössische Grafik werden auf gestalterischer sowie auf wirtschaftlicher Ebene zum Gegenstand interaktiven Lernens.
Mit diesem Konzept soll auf künftige berufliche Perspektiven und Karrieren mit ihren hohen Anforderungen an Flexibilität, Kreativität, Informationsverarbeitung und verantwortliches Handeln vorbereitet werden. In Zusammenarbeit mit außerschulischen Kooperationspartnern aus den Bereichen Werbung, Kunst, Wirtschaft und Verwaltung werden die Schüler an vielseitige Möglichkeiten beruflicher und individueller Orientierung herangeführt.